# Jason Suecof
 (mai 2020).
Si vous disposez d'ouvrages ou d'articles de référence ou si vous connaissez des sites web de qualité traitant du thème abordé ici, merci de compléter l'article en donnant les références utiles à sa vérifiabilité et en les liant à la section « Notes et références ».
Jason Suecof, né le 3 avril 1980, est un musicien, ingénieur du son, auteur-compositeur et producteur de disques américain mieux connu pour son travail avec des artistes tels que Trivium, Battlecross, Death Angel, All That Remains, Bury Your Dead, The Black Dahlia Murder et l'Offrande d'automne. En outre, Suecof a également été le guitariste des groupes de heavy metal Capharnaum et Charred Walls of the Damned.

## Biographie
Il produit la plupart de ses albums dans son propre studio basé à Orlando, en Floride, Audio Hammer.
Il a produit ou mixé des groupes tels que Austrian Death Machine, Death Angel, Battlecross, Chelsea Grin, All That Remains, Motionless in White, Bury Your Dead, August Burns Red, The Black Dahlia Murder, Dååth, L'Offrande d'automne, Luna Mortis, Chimaira, DevilDriver, God Forbid, If Hope Dies, Trivium, Job for a Cowboy, Whitechapel, Mutiny Within, Dir En Grey, Sanctity et Odd Crew. 
Suecof est membre du groupe de technical-death-métal Capharnaum, ainsi que du projet comique Crotchduster (sous le pseudonyme de McFlappy Fornicus « Fuckmouth »).
En 2010, il rejoint le nouveau projet de l'écrivain Howard Stern Show Richard Christy (Ex-Iced Earth), Charred Walls of the Damned, en tant que guitariste.
Suecof est en fauteuil roulant à cause de la méningite vertébrale à l'âge de deux ans, bien qu'il fasse la lumière sur son état et garde un sens de l'humour à ce sujet[réf. nécessaire].